# المعهد الأسترالي للمهندسين المعماريين
المعهد الأسترالي للمهندسين المعماريين أو المعهد الملكي الأسترالي للمهندسين المعماريين (يُختصر باسم RAIA )، هو الهيئة المهنية الأسترالية للمهندسين المعماريين، أعضاؤها يستخدمون الأسماء التالية، FRAIA (زميل)، و ARAIA (عضو مشارك)، و RAIA (عضو، وهو أيضًا اختصار المنظمة). يدعم المعهد 14000 عضو في جميع أنحاء أستراليا، بما في ذلك 550 عضوًا أستراليًا يعملون في أدوار معمارية عبر 40 دولة خارج أستراليا. SONA (شبكة الطلاب المنظمة للهندسة المعمارية) هي الهيئة الوطنية لعضوية الطلاب في المعهد الأسترالي للمهندسين المعماريينتمثل EmAGN شبكة المهندسين المعماريين والخريجين الناشئين المتخصصين في الهندسة المعمارية في غضون 15 عامًا من التخرج، كجزء من المعهد الأسترالي للمهندسين المعماريين.

## التاريخ

### المعاهد الحكومية
قد شكلت عدد من المستعمرات الأسترالية (الولايات اللاحقة) جمعيات مهنية للمهندسين المعماريين.
تأسس المعهد الملكي الفيكتوري للمهندسين المعماريين (RVIA) باعتباره المعهد الفيكتوري للمهندسين المعماريين في مستعمرة فيكتوريا في أغسطس 1856، وحصل على الميثاق الملكي في عام 1889بعد بضعة أسلاف يرجع تاريخها على الأقل إلى عام 1859تأسس معهد المهندسين المعماريين في جنوب أستراليا في مستعمرة جنوب أستراليا في 20 سبتمبر 1886وفي عام 1904 صمم والتر هيرفي باجوت ختمهتأسس معهد نيو ساوث ويلز للمهندسين المعماريينفي عام 1871، برئاسة جورج ألين مانسفيلدوكان السكرتير هو بنيامين باكهاوس، الذي أصبح فيما بعد عضوًا في المجلس التشريعي لولاية نيو ساوث ويلزتأسس معهد كوينزلاند للمهندسين المعماريين في عام 1888ومعهد غرب أستراليا للمهندسين المعماريين (WAIA) في عام 1896.

### تأسس المعهد الأسترالي للمهندسين المعماريين عام 1929
تأسس المعهد الأسترالي للمهندسين المعماريين في 6 سبتمبر 1929، عندما اندمجت المعاهد المعمارية الحكومية لتشكيل جمعية وطنية موحدة، أصبحت RVIA عضوًا مؤسسًا للهيئة الفيدرالية في عام 1929. في 18 أغسطس 1930 تم منح اللقب الملكي، وأصبح المعهد الملكي الأسترالي للمهندسين المعماريين.
انضم معهد كوينزلاند للمهندسين المعماريين في عام 1930وتبعه معهد WAIA في مارس 1943انضمت SAIA في يوليو 1962، لتصبح فرع جنوب أسترالياكان المقر الوطني يقع سابقًا في ريد هيل، كانبيرا، في مبنى تم تصميمه عام 1968 بواسطة برايس مورتلوك من شركة أنشر، مورتلوك، وولي في سيدني. لا يزال هذا المبنى يعمل كمكاتب لقسم ACT.
في أغسطس 2008، وبعد استطلاع رأي غير رسمي للأعضاء في عام 2001، قرر المجلس الوطني الاستمرار في التداول باسم المعهد الأسترالي للمهندسين المعماريين، مع الاحتفاظ باسم المعهد الملكي الأسترالي للمهندسين المعماريين باعتباره الاسم القانوني. لا تزال الأسماء التالية لـ FRAIA (زميل) و RAIA (اختصار الأعضاء والمنظمة) مستخدمة مع اختصار الاسم القانوني.

## الغرض والوظائف والإنتماءات
تنص مقدمة دستور المعهد الملكي الأسترالي للمهندسين المعماريين على غرضه الأوسع على النحو التالي، المعهد الملكي الأسترالي للمهندسين المعماريين، الذي تأسس عام ١٩٣٠، هو منظمة وطنية قائمة على العضوية لمهنة الهندسة المعمارية، يدعم المعهد مهنة الهندسة المعمارية ويطورها من خلال الدعوة إلى تصميم عالي الجودة واستدامة مسؤولة للبيئة المبنية.
باعتبارها هيئة مهنية تمثل المهندسين المعماريين، فإن المعهد ممثل في العديد من الهيئات الصناعية والحكومية الوطنية والولائية، وهو تابع للاتحاد الدولي للمهندسين المعماريين (UIA). يتم الاحتفاظ بفصل في كل ولاية وإقليم، يقوم كل فصل بإدارة مجموعة من الأحداث والأنشطة وجوائز الهندسة المعمارية السنوية على مستوى الولاية والإقليم، والتي تغذي برنامج الجوائز الوطنية.

## الجوائز والمكافآت الوطنية

### جوائز العمارة الوطنية
تقام جوائز الهندسة المعمارية الوطنية في أواخر أكتوبر أو أوائل نوفمبر من كل عام ويتم تقديمها منذ عام 1981يتم اختيار المشاركين المختارين من برامج الجوائز ذات الصلة على مستوى الدولة والتي عقدت في وقت سابق من العام عادة في يونيو أو يوليو، وتغطي الجوائز المشاريع السكنية والعامة والتعليمية والتجارية والديكورات الداخلية والمشاريع الصغيرة والتصميم الحضري والمشاريع الدولية والبناء الفولاذي والاستدامة.

### الجوائز الوطنية
يتم منح الجوائز الوطنية سنويًا منذ عام 2010، وعادةً ما تكون في أوائل شهر مايو وغالبًا كجزء من المؤتمر الأسترالي للهندسة المعمارية. تتمتع كل جائزة بلجنة تحكيم منفصلة تقوم بتقييم القائمة المختصرة في كل فئة. أقيم حفل توزيع جوائز الإنجاز الأسترالي في الهندسة المعمارية الافتتاحي في 18 مارس 2010 في معرض الفن الحديث في بريسبان، وتم تقديمه بشكل منفصل إلى الجوائز الوطنية، في عام 2017 تمت إعادة تسمية البرنامج إلى الجوائز الوطنية، تعترف الجوائز الوطنية بالإنجازات في مجموعة من الفئات التي تدعم وتشجع الدعوة والابتكار والتعليم، ولا تتعلق بمباني معينة يتم الحكم عليها في الجوائز الوطنية في وقت لاحق من نفس العام.

### الميدالية الذهبية للأكاديمية الأمريكية للمهندسين المعماريين
الميدالية الذهبية للمعهد الأسترالي للمهندسين المعماريين هي أعلى جائزة فردية يقدمها المعهد الأسترالي للمهندسين المعماريين ويتم تقديمها سنويًا منذ عام 1960.

### جوائز وطنية أخرى
- جائزة باولا ويتمان للقيادة في مجال المساواة بين الجنسين
- جائزة المهندس المعماري الناشئ الوطنية
- جائزة الرئيس الوطني
- جائزة الريادة في الاستدامة
- جائزة الطلاب لتقدم الهندسة المعمارية

## جوائز ومكافآت الهندسة المعمارية على مستوى الولاية والأقاليم
تقدم كل فروع الولايات والأقاليم جوائز سنوية، بما في ذلك إقليم العاصمة الأسترالية، ونيوساوث ويلز، والإقليم الشمالي، وكوينزلاند، وجنوب أستراليا، وتسمانيا، وأستراليا الغربية، وفيكتوريا، ويشكل الفائزون بهذه الجوائز القائمة المختصرة التي سيتم النظر فيها للحصول على الجوائز الوطنية في وقت لاحق من نفس العام، ويدير الفرع الدولي للرابطة الأمريكية للمهندسين المعماريين أيضًا برنامجًا للجوائز.

### جوائز ومكافآت العمارة الإقليمية
يتم منح الجوائز بشكل منفصل في مناطق نيو ساوث ويلز وكوينزلاند.

## الرؤساء الوطنيون
- 1929–1930 ألفريد صموئيل هوك
- 1930–1931 ويليام آرثر موردي بلاكيت
- 1931–1932 فيليب روبرت كلاريدج
- 1932–1933 لانج باول
- 1933–1934 تشارلز إدوارد سيربل
- 1934–1935 آرثر ويليام أندرسون
- 1935–1936 غاي سانت جون ماكين
- 1936–1937 جيمس نانغل
- 1937–1938 لويس لايبورن سميث
- 1938–1939 فريدريك بروس لوكاس
- 1939–1940 أوتو ألبريشت يونكن
- 1940–1942 ويليام رونالد ريتشاردسون
- 1942–1944 جون فرانسيس ديغتون سكاربره
- 1944–1946 روي شارينغتون سميث
- 1946–1948 ويليام راي لوري
- 1948–1950 جاك دينير تشيسمان
- 1950–1952 كوبدن باركس
- 1952–1954 روبرت سنودن ديميين
- 1954–1956 إدوارد جيمس آرتشيبالد ويلر
- 1956–1957 ويليام بيرفز رايس غودفري
- 1957–1959 ويلفريد توماس هاسلام
- 1959–1960 كينيث تشارلز دنكان
- 1960–1961 توماس برينان فيميستر غاريت
- 1961–1962 هنري إنغهام أشوورث
- 1962–1963 جيمس كامبل إروين
- 1963–1964 ماكس إرنست كولارد
- 1964–1965 ريموند بيرغ
- 1965–1966 غافين ووكلي
- 1966–1967 ميرفين هنري باري
- 1967–1968 آتشيسون بست أوفريند
- 1968–1969 جاك هوبز ماكونيل
- 1969–1970 جون ديفيد فيشر
- 1970–1971 رونالد أندرو غيلينغ
- 1971–1972 كينيث ويليام شاغ
- 1972–1973 هنري جاردين باركنسون
- 1973–1974 روبرت بيتر ماكنتاير
- 1974–1975 هارولد بريس مورتلوك
- 1975–1976 بلير مانسفيلد ويلسون
- 1976–1977 يوستاس غريسلي كوهين
- 1977–1978 جون ديفيدسون
- 1978–1979 جيفري لورنس لامزدين
- 1979–1980 ألكسندر إيان فيريير
- 1980–1981 مايكل لورانس بيك

## رؤساء فصول الولايات والأقاليم

### الإقليم الشمالي
- ستيفن هانتينغفورد
- 2010—2014 ريتشارد لايتون[21]
- 2014—2016 سيمون سكالي
- 2016—2018 أندرو بروفمان
- 2018—2022 جيني كولجان[22]
- 2022—2023 روسي كورونيس
- شاغرة لعام 2024

### نيو ساوث ويلز
- 1871–1878 جورج ألين مانسفيلد
- 1878–1889 توماس رو
- 1889–1895 جون هوربري هنت
- 1895–1898 توماس رو
- 1898–1902 جون بارلو
- 1902–1903 جورج ألين مانسفيلد
- 1903–1905 سيريل بلاكيت
- 1906–1908 هاري كنت
- 1908–1910 إرنست ألفريد سكوت
- 1910–1911 جورج بيريل روبرتسون
- 1911–1912 جون فرانسيس هينيسي
- 1912–1914 جورج سيدني جونز
- 1914–1916 آرثر ويليام أندرسون
- 1916–1919 آرثر بريتشارد
- 1919–1919 تشارلز هنري سلايتير
- 1919–1920 آرثر بريتشارد
- 1920–1921 جورج سيدني جونز
- 1921–1922 جورج هربرت غودسيل
- 1922–1926 السير تشارلز روزنثال
- 1926–1929 ألفريد صموئيل هوك
- 1929–1931 جيمس بيدل
- 1931–1932 هنري بودن
- 1932–1933 إرنست ألفريد سكوت

### جنوب أستراليا
- 1960–1962 جافين ووكلي
- 2020–2021 توني جيانوني
- 2021–2022 أنتوني كوبيه
- 2022–2023 كريس مورلي
- 2024–2025 كيرستي كولتاس